# 페트로페루
페트롤레오스 델 페루(스페인어: Petróleos del Perú S.A., Petroperú)는 페루의 정유 기업이다.